# 디나지푸르구

방글라데시 디나지푸르구

디나지푸르구(벵골어: দিনাজপুর জেলা)는 방글라데시 북부 랑푸르주에 위치한 구로 행정 중심지는 디나지푸르이다. 디나지푸르구는 방글라데시 북부의 16개 구 중 가장 큰 구이다.

## 역사
디나지푸르구는 한때 푼드라바르다나 고대 국가의 일부였다. 라크나우티의 수도로 회전한 데브코트(현재 인도)는 디나지푸르 마을 남쪽 18km(11mi)에 위치했다. 이 도시는 "마하라하스의 도시"라고도 불린다.
굽타 제국의 것으로 추정되는 고대 조각석이 10월 8일 디나자푸르구의 고라하트 우파질라의 수라 마스지드 근처 연못 둑에서 발견되었다.

## 지리학
북쪽으로는 타쿠르가온구와 판차가르구, 남쪽으로는 가이반다구와 조이푸르하트구, 동쪽으로는 닐파마리구와 랑푸르구, 서쪽으로는 인도 서벵골주와 접한다. 그 지역의 총 면적은 3,437.98km2이다. 이 지역의 주요 강은 데파강, 푸나르바강, 그리고 아트라이강이다.
총 면적 3437.98km2, 북위 25°10'에서 26°04' 사이, 동경 88°23'에서 89°18' 사이에 위치한다.

## 기후
| 디나지푸르구의 기후      | 디나지푸르구의 기후 | 디나지푸르구의 기후 | 디나지푸르구의 기후 | 디나지푸르구의 기후 | 디나지푸르구의 기후 | 디나지푸르구의 기후 | 디나지푸르구의 기후 | 디나지푸르구의 기후 | 디나지푸르구의 기후 | 디나지푸르구의 기후 | 디나지푸르구의 기후 | 디나지푸르구의 기후 | 디나지푸르구의 기후 |
| 월                       | 1월                 | 2월                 | 3월                 | 4월                 | 5월                 | 6월                 | 7월                 | 8월                 | 9월                 | 10월                | 11월                | 12월                | 연간                |
| ------------------------ | ------------------- | ------------------- | ------------------- | ------------------- | ------------------- | ------------------- | ------------------- | ------------------- | ------------------- | ------------------- | ------------------- | ------------------- | ------------------- |
| 일평균 최고 기온 °C (°F) | 22 (72)             | 26 (79)             | 31 (88)             | 32 (90)             | 32 (90)             | 32 (90)             | 33 (91)             | 32 (90)             | 32 (90)             | 31 (88)             | 29 (84)             | 25 (77)             | 29 (84)             |
| 일평균 최저 기온 °C (°F) | 12 (54)             | 15 (59)             | 19 (66)             | 22 (72)             | 24 (75)             | 26 (79)             | 27 (81)             | 27 (81)             | 26 (79)             | 23 (73)             | 18 (64)             | 13 (55)             | 23 (73)             |
| 평균 강수량 mm (인치)    | 7.2 (0.28)          | 17 (0.7)            | 7.6 (0.30)          | 93.4 (3.68)         | 225.4 (8.87)        | 456.7 (17.98)       | 264.9 (10.43)       | 296.2 (11.66)       | 321.5 (12.66)       | 98.5 (3.88)         | 7.3 (0.29)          | 0.2 (0.01)          | 77.9 (3.07)         |
| [ 출처 필요 ]            |                     |                     |                     |                     |                     |                     |                     |                     |                     |                     |                     |                     |                     |

## 인구
| 연도     | 인구      | ±% p.a. |
| -------- | --------- | ------- |
| 1974     | 1,457,175 | —       |
| 1981     | 1,804,375 | +3.10%  |
| 1991     | 2,260,131 | +2.28%  |
| 2001     | 2,642,850 | +1.58%  |
| 2011     | 2,990,128 | +1.24%  |
| 2022     | 3,315,238 | +0.94%  |
| Sources: |           |         |

2011년 방글라데시 인구 조사에 따르면, 디나지푸르구의 인구는 2,990,128명이며, 그 중 1,508,670명은 남성이고 1,481,458명은 여성이다. 농촌 인구는 2,536,429명(84.83%)인 반면 도시 인구는 453,699명(15.17%)이었다. 디나지푸르구는 7세 이상 인구의 문맹률이 52.42%로 남성 55.68%, 여성 49.12%였다.

## 같이 보기
- 방글라데시의 구
- 랑푸르주